# Escala de observación para el diagnóstico del autismo
La escala de observación para el diagnóstico del autismo (ADOS, del inglés Autism Diagnostic Observation Schedule) es una prueba diagnóstica estándar para el diagnóstico y la evaluación del autismo. Se considera el estándar de referencia para el diagnóstico de los trastornos del espectro del autista (TEA). El protocolo consiste en una serie de tareas estructuradas y semiestructuradas, que incluyen interacción social entre el examinador y la persona evaluada. El examinador observa e identifica segmentos del comportamiento del sujeto evaluado y los clasifica según categorías de observación predeterminadas. Las observaciones categorizadas se combinan para producir una puntuación cuantitativa analizable. Los límites, determinados mediante investigación, identifican la posible diagnosis de un trastorno autista clásico o de trastornos del espectro autista relacionados, lo que permite evaluar de forma estandarizada los síntomas del autismo. La entrevista para el diagnostico del autismo revisada (ADI-R), una herramienta complementaria, consiste en una entrevista estructurada que se efectúa con los padres del individuo evaluado y abarca el historial del desarrollo del participante

## Historia
La escala de observación para el diagnóstico del autismo la crearon Catherine Lord (doctora en Filosofía), Michael Rutter (doctor en medicina y miembro de la Royal Society), Pamela C. DiLavore (doctora en Filosofía) y Susan Risi (doctora en Filosofía) en 1989. Su disponibilidad comercial llegó en 2001, mediante Western Psychologial Services (WPS).

## Método
La ADOS consiste en una serie de tareas estructuradas y semiestructuradas, y administrarla suele requerir entre 30 y 60 minutos. Durante este periodo de tiempo, el examinador presenta al participante una serie de oportunidades para que demuestre comportamientos sociales y comunicativos relevantes a la diagnosis del autismo. Se presentan actividades de solamente uno de los cuatro módulos a cada participante. La selección del módulo óptimo se basa en el nivel lingüístico y de desarrollo del individuo evaluado. La ADOS es aplicable a todos los niveles de desarrollo, excepto para adultos y adolescentes no verbales. No se recomienda el uso de ADOS como herramienta diagnóstica para individuos ciegos, sordos y que se vean gravemente impedidos por trastornos de la motilidad, como parálisis cerebral o distrofia muscular.

## Módulos
El Módulo 1 se utiliza para niños que no utilizan lenguaje mediante oraciones o lo utilizan poco. Los participantes que utilizan lenguaje mediante oraciones, pero no tienen fluidez verbal, reciben el Módulo 2. Puesto que ambos módulos requieren que el participante se desplace en la sala, la capacidad para andar suele asumirse como el requisito mínimo de desarrollo para utilizar esta herramienta íntegramente. El Módulo 3 está diseñado para sujetos jóvenes con fluidez verbal; el Módulo 4 se utiliza para adolescentes y adultos con fluidez verbal. Los módulos 1 y 2 incluyen, por ejemplo, la respuesta del paciente tras ser llamado por su nombre, la sonrisa social y el juego libre y con burbujas. Los módulos 3 y 4 pueden incluir juegos de reciprocidad y comunicación, muestras de empatía y comentarios sobre las emociones de otras personas.

## Revisión
En mayo de 2012, WPS publicó una revisión de la escala de observación para el diagnóstico del autismo (ADOS-2). En esta segunda edición se actualizaron las normas, se mejoraron los algoritmos de los módulos 1 a 3 y se añadió el Módulo T, que permite evaluar niños de entre 12 y 30 meses.

## Formación
Hay varias organizaciones que ofrecen formación para ADOS-2.
WPS dispone de un taller clínico sobre ADOS-2 para profesionales que no conocen esta escala. Proporciona a los participantes la oportunidad de observar a un instructor que administra ADOS-2 a un niño con TEA. Durante la administración, los participantes practican la puntuación. El taller se centra principalmente en los módulos 1 a 4, aunque los participantes reciben material para estudiar posteriormente y poder completar la formación sobre el Módulo T. El taller clínico que WPS ofrece es un requisito para las formaciones de investigación más detalladas que ofrecen los autores de ADOS-2 y sus asociados. La formación de investigación incluye ejercicios para establecer la precisión de la codificación de un elemento según criterios específicos, y se ha diseñado para ayudar a los individuos a adquirir la capacidad de puntuar con la alta uniformidad en casos heterogéneos que se requiere para publicar la investigación. CADB también ofrece oportunidades de formación, como talleres de un solo día que se centran únicamente en el aprendizaje del Módulo T (dirigido a investigadores y especialistas que ya han recibido formación para los módulos 1 a 4 de ADOS y ADOS-2).

## Precisión diagnóstica
Las dificultades en la comunicación social que ADOS y ADOS-2 buscan evaluar no son exclusivas de los TEA; por lo que existe un alto riesgo de obtener falsos positivos en individuos que sufran de otros trastornos psicológicos. En particular, se ha observado un nivel mayor de falsos positivos en adultos con psicosis; además, existen historias clínicas que indican que estos falsos positivos pueden darse también en casos de esquizofrenia infantil. Se ha demostrado que los adultos con esquizofrenia presentan una mayor incidencia de características propias del autismo en comparación con la población general, lo que se traduce en una puntuación más alta en la ADOS. Un estudio de 2016 observó que, en el caso de niños diagnosticados con trastorno por déficit de atención con hiperactividad (TDAH) sin un diagnóstico concurrente de TEA, el 21 % obtuvo una puntuación en la ADOS que los situaba en el espectro autista. En 2018, una revisión sistemática de Cochrane incluyó 12 estudios sobre la exactitud del diagnóstico mediante ADOS en niños de edad preescolar (módulos 1 y 2). La sensibilidad total fue de 0,94 (intervalo de confianza del 95 %, entre 0,89 y 0,97), mientras que la sensibilidad de los estudios individuales oscilaba entre 0,76 y 0,98. La especificidad total fue de 0,80 (intervalo de confianza del 95 %, entre 0,68 y 0,88), mientras que la especificidad de los estudios individuales oscilaba entre 0,20 y 1,00. Se evaluó el sesgo de los estudios con el marco QUADAS-2. De los 12 estudios incluidos, se evaluó que 8 corrían un alto riesgo de sufrir de sesgo, y se determinó que los 4 restantes carecían de la información necesaria para evaluar adecuadamente el riesgo de sesgo. Los autores no pudieron identificar estudios sobre ADOS-2; la revisión se limitó a niños de edad preescolar (una edad menor a 6 años de promedio), lo que excluyó los estudios sobre los módulos 3 y 4 del metaanálisis. Uno de los estudios incluidos examinaba la sensibilidad y especificidad aditiva de ADOS cuando se combina con ADI-R; este estudio observó una mejora del 11 % en la especificidad (en comparación con el uso solamente de ADOS), pero una reducción del 14 % en la sensibilidad. No obstante, debido al solapamiento en los intervalos de confianza, el resultado no se pudo considerar estadísticamente significativo.

## Leer más
- Datos: Q4822673